# Luis Graner
Luis Graner y Arrufi o Lluís Graner i Arrufi (Barcelona, 1863 - Barcelona, 1929) fue un pintor realista español, director artístico y empresario teatral. Después de cosechar notables éxitos en la pintura, dio el salto al diseño de iluminación de espectáculos teatrales y desarrolló el género de teatro lírico catalán de las "visiones musicales".
Fue propietario de la sala Mercè, en la Rambla de Barcelona, donde instauró la primera temporada estable de sesiones de cinematógrafo y visiones musicales, y en 1905 ganó el concurso de arrendamiento del teatro Principal de Barcelona, donde instaló la empresa de Espectáculos-Audiciones Graner. Bajo su dirección artística se estrenaron notables obras del teatro lírico catalán, como La santa espina, de Enric Morera y Ángel Guimerá.

## Biografía
Estudió en la Escuela de la Lonja desde 1883, y tuvo a Antonio Caba como maestro de colorido y Benito Mercadé como profesor de dibujo.

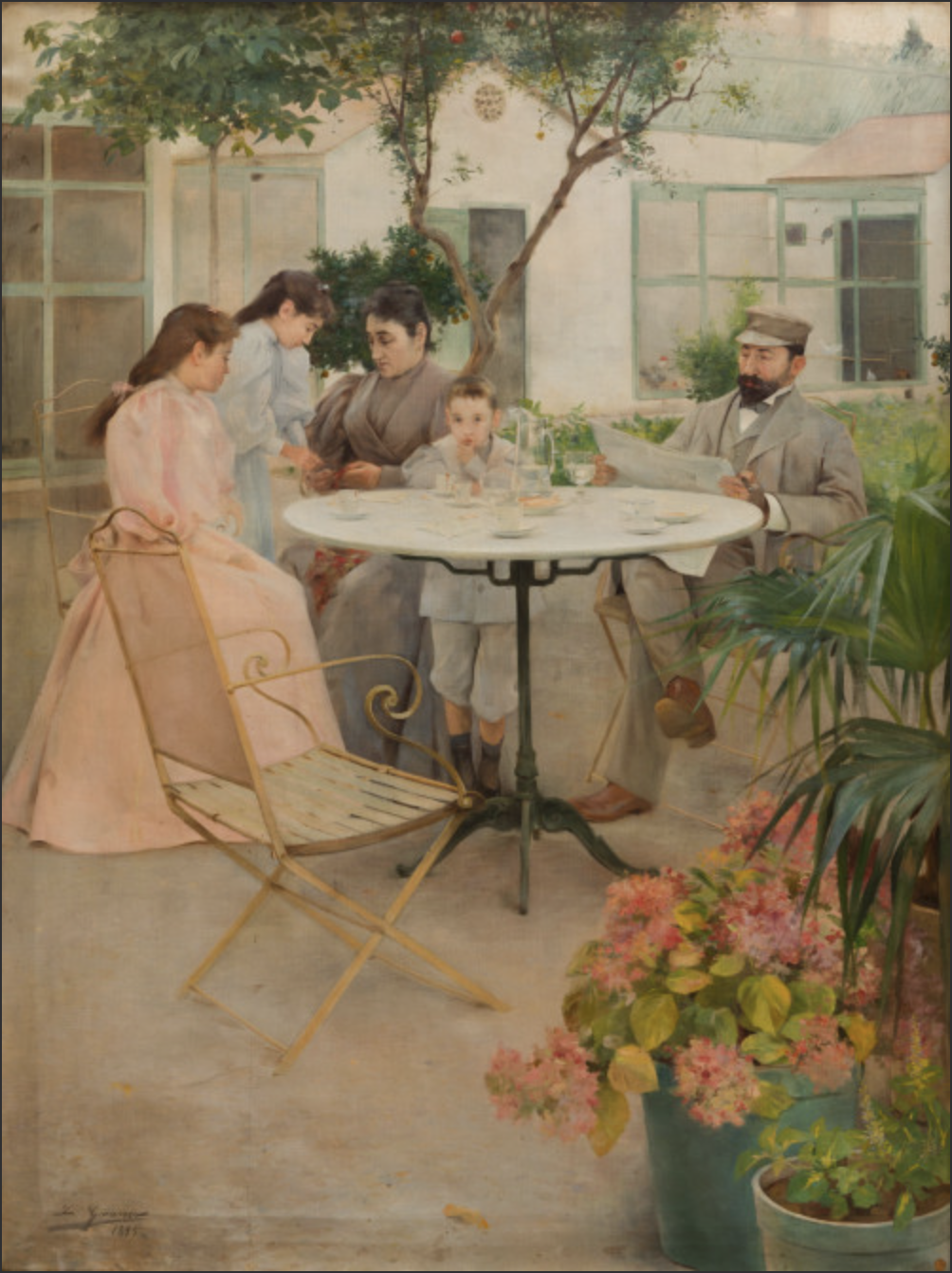
Familia en el jardín. 1885. Óleo sobre lienzo. 163 x 121 cm. Museo de Bellas Artes de Valencia

En su último año académico consiguió una beca para ir pensionado a Madrid, donde copió y estudió los maestros del Museo del Prado. Después marchó a París pensionado por la Diputación, desde donde expuso a menudo en la capital catalana. Se hizo miembro de Sociedad Nacional de Bellas Artes de Francia. Más adelante regresó a Barcelona, pero continuó exponiendo por diferentes ciudades de toda Europa como Berlín, París, Madrid, Múnich, Düsseldorf y otras.
Influido por la idea de ofrecer un espectáculo de arte total donde interviniesen todas las artes, fundó en 1904 la sala Mercè en la Rambla de Barcelona, cuyo diseño encargó a Antoni Gaudí, siendo el único espacio escénico que diseñó el arquitecto modernista. La sala ofrecía sesiones de cine combinadas con la representación de visiones musicales, y en el subterráneo se crearon unas grutas que presentaban atracciones visuales como dioaramas, estatuas a tamaño real o pesebres monumentales.
Debido al éxito de la sala Mercè durante su primera temporada, Graner se lanzó a la aventura de alquilar en 1905 el teatro Principal de Barcelona, donde instaló su empresa de Espectáculos-Audiciones Graner, que, a pesar del gran éxito de sus espectáculos, planteó un modelo de producción deficitario por la falta de experiencia empresarial del pintor y le obligó a sobrevivir económicamente realizando retratos por encargo.
Más adelante se fue a vivir a La Habana y después a Nueva York, viajando después por toda América hasta Santiago de Chile, Buenos Aires y Río de Janeiro. Durante este tiempo sobrevivió del dinero que le enviaban sus amigos. Volvió a Barcelona en 1928 y realizó una exposición en el Hotel Ritz. Murió en 1929.

## Relación con Gaudí
En 1904 Graner encargó al arquitecto Antoni Gaudí una casa unifamiliar en la Bonanova, un barrio de la zona alta de Barcelona. Para el llamado chalet Graner el arquitecto trazó un proyecto intermedio entre la casa Batlló y la portería del parque Güell. Del proyecto se conservan dos croquis de la planta y el alzado del edificio, publicados por Josep Francesc Ràfols en su biografía del arquitecto de 1929. La casa no se finalizó debido a la ruina económica del propietario, tras el fracaso de sus negocios teatrales. Tan solo se construyeron los cimientos del edificio y la puerta del jardín, hecha de mampostería y con tres vanos, uno para peatones, otro para carruajes y un hueco circular sobre la puerta de peatones que Gaudí denominó «puerta de los pajaritos». Esta puerta estuvo en pie varios años —se conserva una foto de 1927 realizada por Marino Canosa— hasta que fue derribada.
Ese mismo año encargó a Gaudí el proyecto de decoración de la Sala Mercè, en la Rambla de los Estudios, uno de los primeros cines de Barcelona. La sala imitaba una gruta, inspirada en las cuevas del drach de Mallorca. Junto a Gaudí intervinieron los escenógrafos Salvador Alarma, Fèlix Urgellès y Maurici Vilomara. La sala cerró en 1910 a raíz de la bancarrota del propietario y su exilio a América para no afrontar las deudas pendientes.

## Luis Graner como empresario teatral

### Las visiones musicales

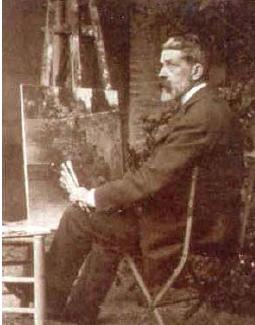
Fotografía de Lluís Graner pintando en su estudio.

Influido por las teorías sobre el arte total, decidió abandonar la pintura en el año 1904 para ofrecer unos espectáculos que supusieran una síntesis de todas las artes. Comenzó, ya a los 40 años de edad, a aprender a tocar el piano y a leer música. Su interés por el claroscuro en la pintura se trasladó a la experimentación con la iluminación eléctrica en la escena teatral. Como director artístico de sus espectáculos teatrales, experimentó con la mezcla de colores e intensidades de la iluminación escénica y con la recreación de fenómenos de la naturaleza en el escenario, de lo que es un claro ejemplo el caso de La matinada, obra encargada a Felip Pedrell, que recrea la salida del sol en escena a través de la incrementación gradual de la iluminación.
De la mano de Adrià Gual como director escénico de sus empresas teatrales, recuperó la teoría de la "canción popular armonizada para la escena" que el dramaturgo había ensayado en 1897 con Blancaflor y la adaptó para presentar su propia propuesta de las "visiones musicales". Este género de teatro lírico catalán pretendía escenificar piezas provenientes del folclore catalán (canciones, leyendas y rondallas) como espectáculos de breve duración, estética simbolista y gran impacto y sugestión visual. Estas "visiones musicales" fueron el principal repertorio escénico de la sala Mercè y su éxito hicieron a Lluís Graner alquilar el teatro Principal de Barcelona cuando salió a concurso en 1905 para poder alojar más público en sus espectáculos.

### La sala Mercè

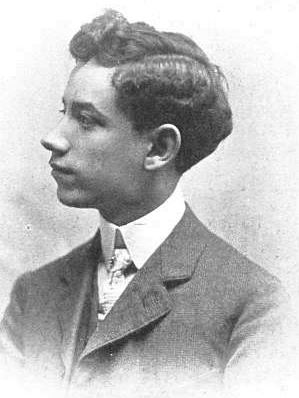
Fotografía de Joan B. Lambert, primer pianista de la sala Mercè.

La sala Mercè, el primer espacio teatral dirigido por Graner, en calidad de empresario, propietario y director artístico, fue inaugurada el 1904. Estaba ubicada en la actual Rambla, cerca de plaza Cataluña, y el diseño del espacio fue encargado a Gaudí. Era una sala de espectáculos que había de combinar varios lenguajes artísticos, desde el cinematógrafo a los dioramas y atracciones visuales ubicadas en las grutas de la sala Mercè. Desde su apertura contó con la colaboración de importantes personajes relacionados con la cultura catalana del momento: Antoni Gaudí, Adrià Gual, Salvador Alarma, Enric Morera, Josep Carner, Joan B. Lambert y muchos otros se vincularon, en diversos momentos de su historia y en diversos grados de intensidad, con el proyecto del pintor Graner. El proyecto funcionó entre 1904 y 1910, cuando Graner anunció el traspaso del negocio.

### Los Espectáculos-Audiciones Graner
La principal empresa teatral de Lluís Graner fue la instalada en el teatro Principal de Barcelona bajo el nombre de "Espectáculos-Audiciones Graner". Iniciada al 1905, la primera temporada se basó principalmente en visiones musicales, género predilecto del empresario que definió la marca de la empresa y la diferenció de otras propuestas y ofertas teatrales, como por ejemplo la del teatro Romea. Durante los años de actividad de los Espectáculos-Audiciones Graner, el Principal y el Romea compitieron como los dos "teatros catalanes" de la ciudad.

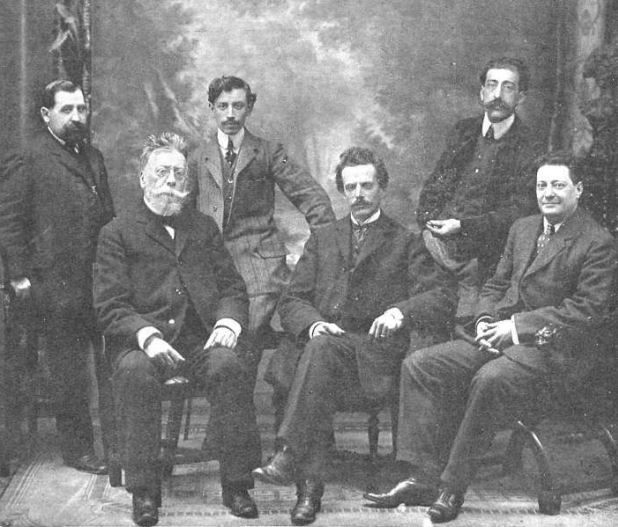
El equipo creativo de La reina vella, estrenada en los Espectáculos-Audiciones Graner, entre quienes destacan los autores Àngel Guimerà y Enric Morera, el director musical Joan B. Lambert y el escénico Enric Giménez.

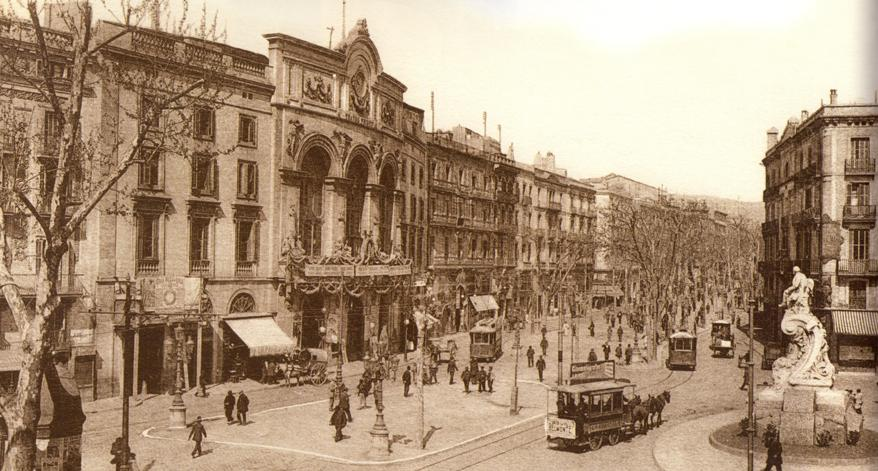
El teatro Principal de Barcelona durante la época de los Espectáculos-Audiciones Graner (1905-1908).

Las siguientes temporadas de los espectáculos-audiciones, además de visiones musicales, incluyeron también otras géneros de teatro lírico, como por ejemplo dramas líricos, traducciones de comedias musicales francesas e incluso alguna ópera. Por lo tanto, concentró todas las propuestas del catalanismo relativas al teatro lírico catalán durante sus años de actividad. Además, ofrecía abonos a sesiones extraordinarias de teatro declamado y conciertos, y cada sesión de teatro combinaba la representación escénica con proyecciones de cortos cinematográficos.
Después de tres temporadas y grandes éxitos en cartelera como El comte l'Arnau, La presó de Lleida, La santa espina o La reina vella, Lluís Graner dejó la dirección artística de la empresa para marchar a América y volver a trabajar como pintor. Graner había declarado la bancarrota debido a su empresa del teatro Principal, que ofrecía unos espectáculos de naturaleza deficitaria por la alta inversión del pintor para ofrecer espectáculos de calidad a bajos precios, lo que le obligó a sobrevivir económicamente realizando retratos por encargo.

## Migración a América y final de su vida
Más adelante se fue a vivir a La Habana y después a Nueva York, viajando después por toda América hasta Santiago de Chile, Buenos Aires y Río de Janeiro. Durante este tiempo sobrevivió pintando peculiares cuadros submarinos y del dinero que le enviaban sus amigos en momentos de dificultad. Volvió a Barcelona en 1928, hizo una exposición en el Hotel Ritz y murió en 1929.

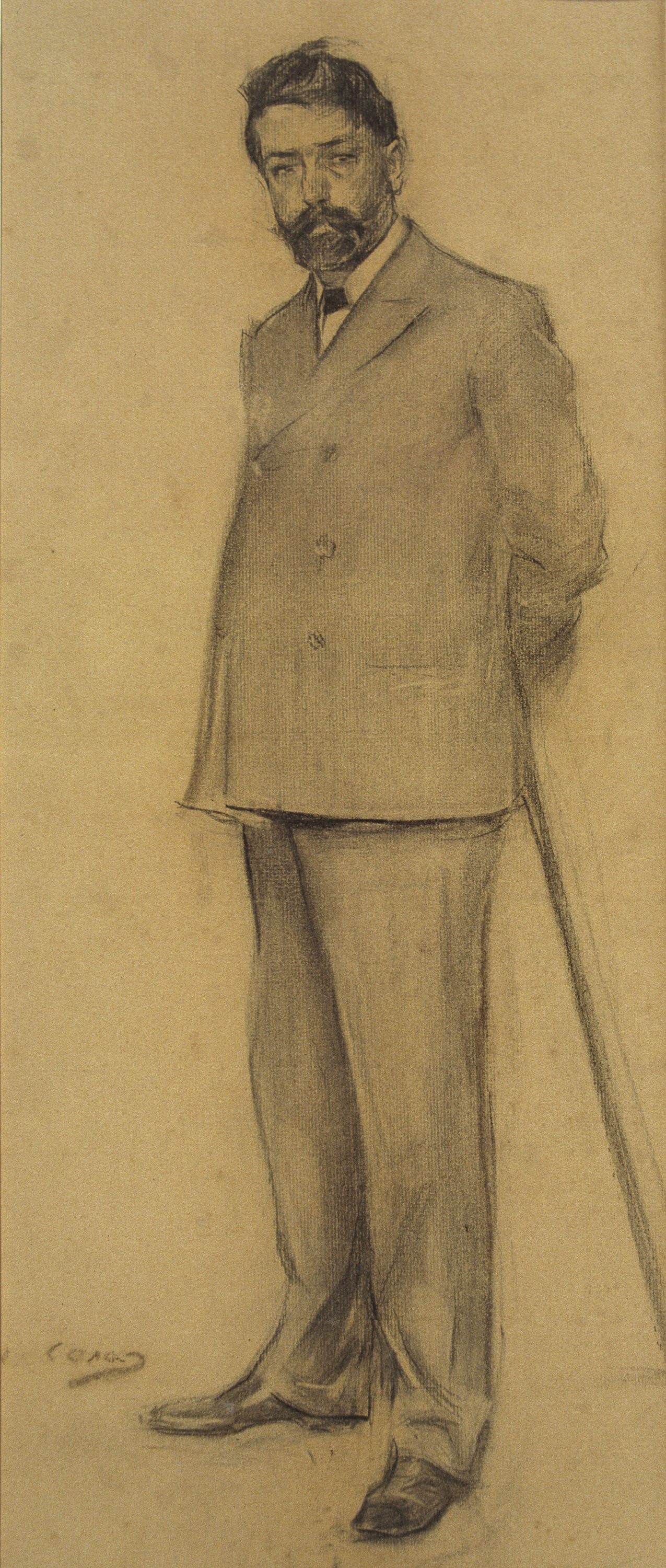
Lluís Graner dibujado por Ramón Casas.

## Premios y reconocimientos
- 1888 - Tercera medalla en la Exposición Universal de Barcelona

- 1889 - Tercera medalla en la Exposición Universal de París.
- 1894 - Premio extraordinario de la Reina Regente en la Exposición General de Bellas Artes de Barcelona.
- 1895 y 1901 - Medallas en las Exposiciones Nacionales.
- 1907 - Medalla de oro del Ayuntamiento de Barcelona a la sala Mercè y a los Espectáculos-Audiciones Graner como mejores cinematógrafos y salas de espectáculos de la ciudad.[10]

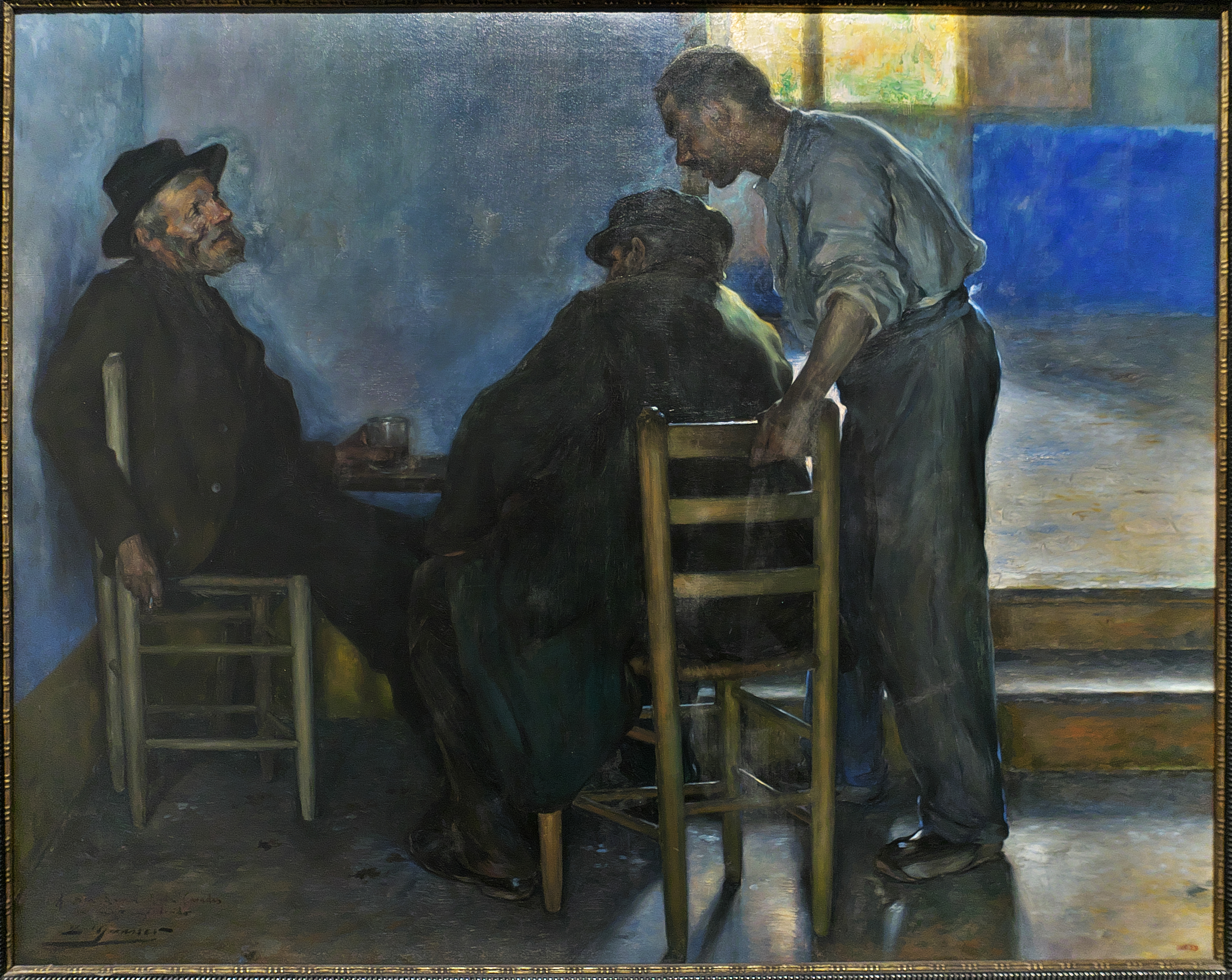
Interior de taberna (1910) de Lluís Graner.

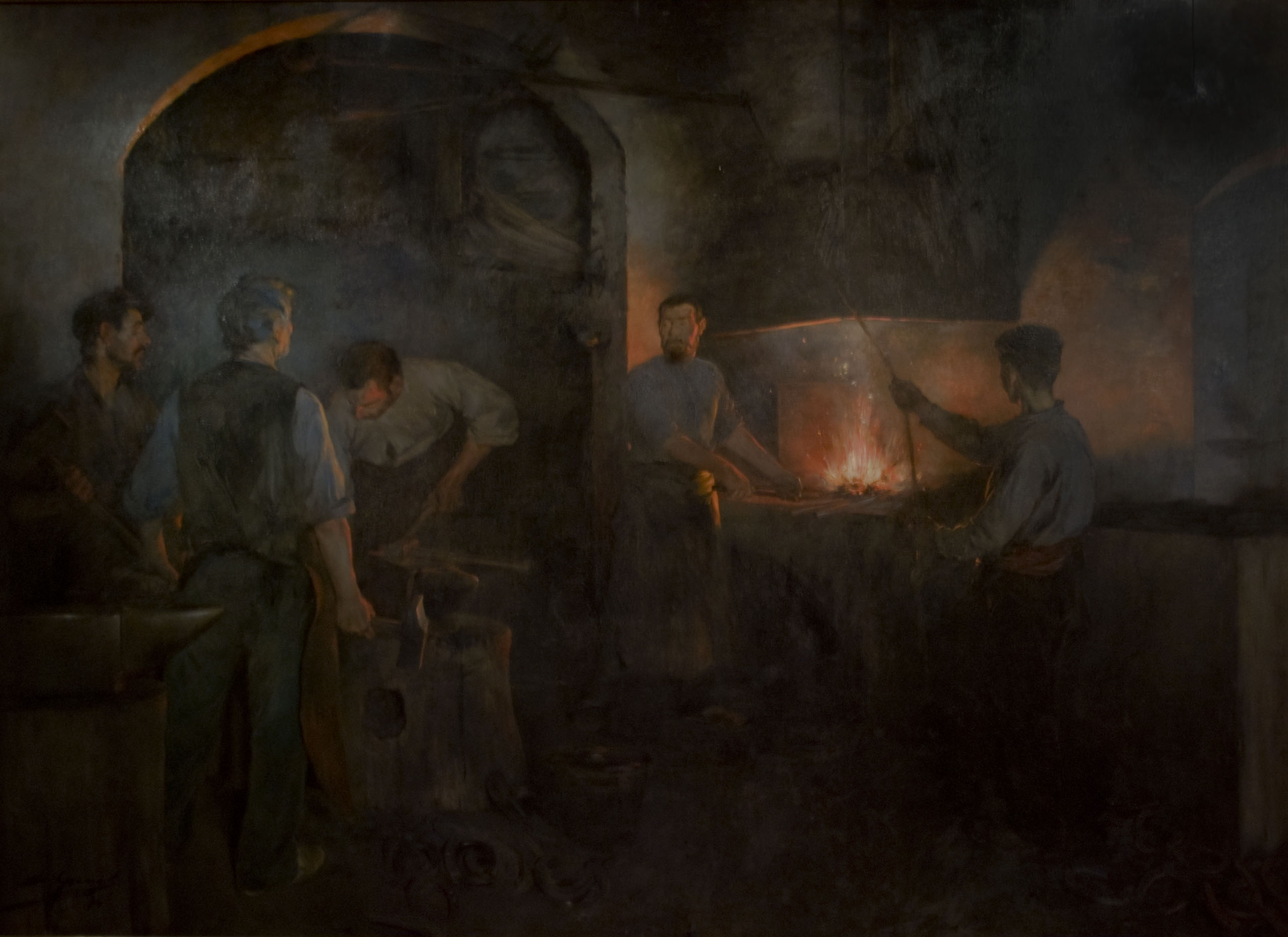
La ferreria (1894) de Lluís Graner.